# Belén Iglesias
Belén Iglesias   (nacida el 6 de julio de 1996 en Madrid, Comunidad de Madrid) es una jugadora de hockey sobre hierba española.

## Carrera internacional
Es medalla de bronce en el Campeonato Europeo de Hockey sobre Hierba Femenino de 2019 disputado en Bélgica.

## Participaciones en Juegos Olímpicos
- Tokio 2020, puesto 7.